# Tarzan i tajemnica pustyni
Tarzan i tajemnica pustyni (org. Tarzan's Desert Mystery) – amerykański film przygodowy z 1943 roku, będący kontynuacją filmu Triumf Tarzana z 1943 roku. 
Film jest częścią cyklu filmów o Tarzanie, będącego swobodną adaptacją cyklu powieści Edgara Rice’a Burroughsa o tej postaci. 
W kontekście toczącej się wówczas II wojny światowej, film ten, podobnie jak jego poprzednik ma charakter propoagandowy.

## Obsada[2]
- Johnny Weissmuller - Tarzan
- Nancy Kelly - Connie Bryce
- Johnny Sheffield - Boy
- Otto Kruger - Paul Hendrix
- Joe Sawyer - Karl Straeder
- Lloyd Corrigan - szejk Abdul El Khim
- Robert Lowery - książę Selim
- Frank Puglia - sędzia pokoju